# Outram Bangs
Outram Bangs (* 12. Januar 1863 in Watertown, Massachusetts; † 22. September 1932 in East Wareham, Massachusetts) war ein US-amerikanischer Zoologe.

## Leben und Wirken
Das Jahr 1873 verbrachte Outram Bangs mit seiner Familie in England. Von 1880 bis 1884 studierte er an der Harvard University. 1890 begann er eine systematische Studie über die Tiere im Osten von Nordamerika. So schrieb er über 70 Bücher und Artikel, allein 55 von ihnen über Säugetiere. Seine Sammlung beinhaltete mehr als 10.000 Säugetierpräparate und -schädel von über hundert verschiedenen Arten. Diese übergab er im Jahre 1899 an das Harvard College. Bangs wurde in Harvard zum Assistenten für die Abteilung Säugetiere ernannt und wurde schließlich 1900 Kurator der Säugetiere im Louis Agassiz Museum of Comparative Zoology (damals Museum of Comparative Zoology). Neben den Säugetieren galt seine weitere Leidenschaft den Vögeln. So sammelte er 1906 in Jamaika über 100 Vögel, eine Expedition, die wegen einer Erkrankung mit Denguefieber abgebrochen werden musste. 1908 übergab er seine ca. 24.000 Vogelpräparate ebenfalls dem Museum of Comparative Zoology. 1925 bereiste er Europa, um Naturkundemuseen und Ornithologen zu besuchen und einen wissenschaftlichen Meinungsaustausch zu pflegen.

## Dedikationsnamen
Thomas Edward Penard (1878–1936) widmete Bangs die Gattung Bangsia. Mit dem Artepitheton für die Cundinamarcaameisenpitta (Grallaria bangsi) machte ihm Joel Asaph Allen (1838–1921) im Jahr 1900 seine Aufwartung.
Zusätzlich beinhalten viele Vogelunterarten Bangs Namen in der wissenschaftlichen Bezeichnung. So findet man den Namen in den Unterarten der Schwarzkehlammer Amphispiza bilineata bangsi Grinnell, 1927, des Mangrovebussards (Buteogallus subtilis bangsi) (Swann, 1922), des Kuckucks Cuculus canorus bangsi Oberholser, 1919, des Feuerliests Halcyon coromanda bangsi (Oberholser, 1915), der Blauringtaube Leptotila verreauxi bangsi Dickey & Van Rossem, 1926, des Goldbandpipra Manacus manacus bangsi Chapman, 1914, des Gelbbrust-Sumpfhuhn Porzana flaviventer bangsi Darlington, 1931, der Antillengrackel Quiscalus niger bangsi (J. L. Peters, 1921), der Rosenseeschwalbe Sterna dougallii bangsi Mathews, 1912, des Schwarzkopf-Zwergtaucher Tachybaptus dominicus bangsi (Van Rossem & Hachisuka, 1937), der Grüntangare Tangara gyrola bangsi (Hellmayr, 1911), der Goldschnabel-Musendrossel (Catharus aurantiirostris bangsi) Dickey & van Rossem, 1925, des Chinakleibers (Sitta villosa bangsi) Stresemann, 1929 und des Olivrücken-Baumsteigers Xiphorhynchus triangularis bangsi Chapman, 1919.
Auch in den Unterarten des Polarhasen Lepus arcticus bangsii Rhoads, 1896, des Kurzschwanzwiesels Mustela erminea bangsi Hall, 1945, und des Rotfuchs Vulpes vulpes bangsi Merriam, 1900, findet sich Bangs Name.
Bei den gelegentlich in der Literatur vorkommenden Unterarten Rostflügelammer (Peucaea carpalis bangsi) (Moore, 1932) und Madeira-Wellenlaeufer (Oceanodroma castro bangsi) Nichols, 1914, handelt es sich um ungültige Taxa.
Im Englischen findet man den Trivialnamen Bang’s Hummingbird für einen Hybriden aus Zimtbauchamazilie (Amazilia rutila) und Braunschwanzamazilie (Amazilia tzacatl). Im Jahr 1910 hatte Robert Ridgway (1850–1929) das Typusexemplar des Hybriden, welches Bangs gesammelt hatte, erstmals beschrieben. Außerdem fand in der englischsprachigen Literatur Bangs’s Sparrow für Amphispiza bilineata bangsi und Bangs’s Black Parrot für Coracopsis nigra libs Einzug. Mit Bangs’s Mountain Squirrel für Syntheosciurus brochus, welches er 1902 als Erster beschrieb, findet sich sein Name auch in einem Trivialnamen der Säugetiere.

## Erstbeschreibungen von Outram Bangs
Outram Bangs hat viele Gattungen, Arten und Unterarten als Erstautor beschrieben. Bei seinen Beschreibungen arbeitete er u. a. mit Thomas Edward Penard, John Charles Phillips (1876–1938), Morton Eaton Peck (1871–1959), Gladwyn Kingsley Noble (1894–1940), William Brewster (1851–1919), John Eliot Thayer (1862–1933), Gerrit Smith Miller, Jr (1869–1956), Walter Reaves Zappey (1878–1914), Thomas Barbour (1884–1946), James Lee Peters (1889–1952), Ludlow Griscom (1890–1959), Arthur Loveridge (1891–1980) und Josselyn van Tyne (1902–1957) zusammen.

### Gattungen
- Oligoryzomys Bangs, 1900
- Syntheosciurus Bangs, 1902
- Hypocnemoides Bangs & Penard, 1918
- Veles Bangs, 1918
- Cnemoscopus Bangs & T. E. Penard, 1919
- Latoucheornis Bangs, 1931
- Xenospiza Bangs, 1931

### Arten
- Neuengland-Baumwollschwanzkaninchen (Sylvilagus transitionalis) (Bangs, 1895)
- Santa-Marta-Baumspäher (Automolus rufipectus) Bangs, 1898
- Türkiskronkolibri (Coeligena phalerata) (Bangs, 1898)
- Blassbauch-Zwergbeutelratte (Marmosa robinsoni) Bangs, 1898
- Kolumbiensumpfhuhn (Neocrex colombiana) Bangs, 1898
- El-Carrizo-Hirschmaus Bangs, 1898
- Santa-Marta-Elfe (Chaetocercus astreans) (Bangs, 1899)
- Santa-Marta-Buschtyrann (Myiotheretes pernix) (Bangs, 1899)
- Guatemalanachtschwalbe (Caprimulgus badius) (Bangs & Peck, 1908)
- Langschwanz-Mennigvogel (Pericrocotus ethologus) Bangs & Phillips, 1914
- Buscheule (Megascops roboratus) (Bangs & Noble, 1918)
- Grau-Schuppenkopftyrann (Lophotriccus vitiosus) (Bangs & Penard, 1921)
- Braunbürzeltapaculo (Scytalopus latebricola) Bangs, 1899
- Santa Marta-Zaunkönig (Troglodytes monticola) Bangs, 1899
- Einfarbige Paramo-Maus Thomasomys monochromos Bangs, 1900
- Schwarzschnabel-Jamaikasylphe (Trochilus scitulus) (Brewster & Bangs, 1901)
- Fliegende Panama-Baumstachelratte (Diplomys labilis) (Bangs, 1901)
- Ryukyu-Rundblattnase (Hipposideros turpis) Bangs, 1901
- Gelbe Hirschmaus (Isthmomys flavidus) (Bangs, 1902)
- Lebhafte Zwergreisratte Oligoryzomys vegetus (Bangs, 1902)
- Orthogeomys cavator (Bangs, 1902)
- Talamancan Reisratte Oryzomys devius (Bangs, 1902)
- Talamancan-Erntemaus Reithrodontomys creper (Bangs, 1902)
- Langschwanz-Singmaus Scotinomys xerampelinus (Bangs, 1902)
- Mittelamerikanische Berghörnchen (Syntheosciurus brochus) (Bangs, 1902)
- Bergzaunkönig (Thryorchilus browni) (Bangs, 1902)
- Mangrovebussard (Buteogallus subtilis) (Thayer & Bangs, 1905)
- Proechimys gorgonae Bangs, 1905
- Buarremon costaricensis Bangs, 1907
- Santa Marta-Baumschlüpfer (Cranioleuca hellmayri) (Bangs, 1907)
- Atlapetes crassus Bangs, 1908
- Sanft-Nachtschwalbe (Caprimulgus otiosus) (Bangs, 1911)
- Caucaguan (Penelope perspicax) Bangs, 1911
- Grauhauben-Papageimeise (Paradoxornis zappeyi) (Thayer & Bangs, 1912)
- Sichuanhäher (Perisoreus internigrans) (Thayer & Bangs, 1912)
- Kalaharilerche (Certhilauda burra) (Bangs, 1930)
- Sierraammer (Xenospiza baileyi) Bangs, 1931

### Unterarten
- Marschkaninchen Sylvilagus palustris paludicola (Miller & Bangs, 1894)
- Streifenskunks Mephitis mephitis elongata Bangs, 1895
- Amerikanischer Nerz Neovison vison vulgivaga (Bangs, 1895)
- Langschwanzwiesel Mustela frenata spadix (Bangs, 1896)
- Amerikanischer Nerz Neovison vison energumenos (Bangs, 1896)
- Ostamerikanischer Maulwurf Scalopus aquaticus aereus (Bangs, 1896)
- Mauswiesel Mustela nivalis rixosa (Bangs, 1896)
- Florida-Waldkaninchen Sylvilagus floridanus alacer (Bangs, 1896)
- Kanadischer Luchs Lynx canadensis subsolanus Bangs, 1897
- Rotluchs Lynx rufus gigas Bangs, 1897
- Fichtenmarder Martes americana atrata (Bangs, 1897)
- Amerikanischer Spitzmull Neurotrichus gibbsii hyacinthinus Bangs, 1897
- Laucharassari Aulacorhynchus prasinus lautus (Bangs, 1898)
- Rote Wollbeutelratte (Caluromys lanatus cicur) (Bangs, 1898)
- Schneeschuhhase Lepus americanus struthopus (Bangs, 1898)
- Grünscheitel-Buschammer Buarremon torquatus basilicus Bangs, 1898
- Andenzeisig (Carduelis spinescens capitanea) (Bangs, 1898)
- Maikong (Cerdocyon thous aquilus) (Bangs, 1898)
- Goldspecht Colaptes auratus luteus Bangs, 1898
- Blaukopfpitpit (Dacnis cayana napaea) Bangs, 1898
- Nordopossum Didelphis virginiana pigra Bangs, 1898
- Schwarzhakenschnabel (Diglossa humeralis nocticolor) Bangs, 1898
- Helmspecht (Dryocopus pileatus abieticola) (Bangs, 1898)
- Nordanden-Olivtyrann (Elaenia frantzii browni) Bangs, 1898
- Rotschwanz-Glanzvogel (Galbula ruficauda pallens) Bangs, 1898
- Streifenskunks Mephitis mephitis avia Bangs, 1898
- Streifenskunks Mephitis mephitis spissigrada Bangs, 1898
- Amerikanischer Nerz Neovison vison lutensis Bangs, 1898
- Sumpf-Reisratte Oryzomys palustris coloratus Bangs, 1898
- Küstenmaus (Peromyscus polionotus phasma) Bangs, 1898
- Küstenmaus Peromyscus polionotus rhoadsi Bangs, 1898
- Zinnobertangare (Piranga flava faceta) Bangs, 1898
- Waschbär Procyon lotor elucus Bangs, 1898
- Waschbär Procyon lotor maynardi Bangs, 1898
- Ostamerikanischer Maulwurf Scalopus aquaticus anastasae (Bangs, 1898)
- Zitronengilbammer (Sicalis citrina browni) Bangs, 1898
- Östlicher Fleckenskunk Spilogale putorius ambarvalis Bangs, 1898
- Rotfuchs Vulpes vulpes deletrix Bangs, 1898
- Rotfuchs Vulpes vulpes rubricosa Bangs, 1898
- Graubrust-Zwergtyrann (Euscarthmus meloryphus paulus) (Bangs, 1899)
- Weißbrustpipra (Manacus manacus abditivus) Bangs, 1899
- Weißbrustpipra (Manacus manacus purus) Bangs, 1899
- Smaragdkehl-Glanzschwänzchen (Metallura tyrianthina districta) Bangs, 1899
- Hermelin Mustela erminea muricus Bangs, 1899
- Langschwanzwiesel Mustela frenata munda Bangs, 1899
- Langschwanzwiesel Mustela frenata notius Bangs, 1899
- Langschwanzwiesel Mustela frenata occisor Bangs, 1899
- Langschwanzwiesel Mustela frenata oribasus Bangs, 1899
- Amerikanische Pfeifhase Ochotona princeps saxatilis Bangs, 1899
- Glanztrogon (Pharomachrus fulgidus festatus) Bangs, 1899
- Bleiämmerling (Phrygilus unicolor nivarius) (Bangs, 1899)
- Goldbrustkotinga (Pipreola aureopectus decora) Bangs, 1899
- Klapperralle (Rallus longirostris levipes) Bangs, 1899
- Kalifornischer Maulwurf Scapanus latimanus minusculus Bangs, 1899
- Graukehl-Laubwender (Sclerurus albigularis propinquus) Bangs, 1899
- Amerikanische Maskenspitzmaus Sorex cinereus miscix Bangs, 1899
- Streifenkauz (Strix varia helveola) (Bangs, 1899)
- Lerchenstärling (Sturnella magna argutula) Bangs, 1899
- Graufuchs Urocyon cinereoargenteus ocythous Bangs, 1899
- Kiefernwaldsänger (Setophaga pinus achrustera) (Bangs, 1900)
- Ockerbauch-Pipratyrann (Mionectes oleagineus parcus) Bangs, 1900
- Fichtenspecht (Picoides dorsalis bacatus) Bangs, 1900
- Schwarzkappensaltator (Saltator atriceps lacertosus) Bangs, 1900
- Fahlkehl-Baumspäher (Automolus ochrolaemus exsertus) Bangs, 1901
- Zuckervogel (Coereba flaveola cerinoclunis) Bangs, 1901
- Rosttäubchen (Columbina talpacoti eluta) (Bangs, 1901)
- Blassbauch-Zwergbeutelratte (Marmosa robinsoni fulviventer) (Bangs, 1901)
- Rotkappenspecht (Melanerpes rubricapillus seductus) Bangs, 1901
- Ockerbauch-Pipratyrann (Mionectes oleagineus dyscolus) Bangs, 1901
- Marmorwachtel (Odontophorus gujanensis castigatus) Bangs, 1901
- Fleckenkehl-Schattenkolibri (Phaethornis anthophilus hyalinus) Bangs, 1901
- Langschnabel-Schattenkolibri (Phaethornis longirostris sussurus) Bangs, 1901
- Nördliche Gelbhosenpipra (Pipra mentalis ignifera) Bangs, 1901
- Scharlachbauchtangare (Ramphocelus dimidiatus limatus) Bangs, 1901
- Lerchenstärling (Sturnella magna paralios) Bangs, 1901
- Formosagrüntaube (Treron formosae medioximus) (Bangs, 1901)
- Blutbürzelspecht (Veniliornis kirkii neglectus) Bangs, 1901
- Weißbrillen-Blattspäher (Anabacerthia striaticollis anxia) (Bangs, 1902)
- Nördlichen Kurzschwanzspitzmaus Blarina brevicauda aloga (Bangs, 1902)
- Nördlichen Kurzschwanzspitzmaus Blarina brevicauda compacta (Bangs, 1902)
- Violettdegenflügel (Campylopterus hemileucurus mellitus) Bangs, 1902
- Spiegelcatamenie (Catamenia analis alpica) Bangs, 1902
- Grünorganist (Chlorophonia cyanea psittacina) Bangs, 1902
- Finkentangare (Chlorospingus ophthalmicus novicius) Bangs, 1902
- Sumpfzaunkönig (Cistothorus palustris dissaeptus) Bangs, 1902
- Olivkopf-Pipratyrann (Mionectes olivaceus galbinus) Bangs, 1902
- Grüntyrann (Myiopagis viridicata accola) Bangs, 1902
- Grüntyrann (Myiopagis viridicata pallens) Bangs, 1902
- Pauraquenachtschwalbe (Nyctidromus albicollis gilvus) Bangs, 1902
- Mexiko-Kronentyrann (Onychorhynchus mexicanus fraterculus) Bangs, 1902
- Grünschattenkolibri (Phaethornis guy coruscus) Bangs, 1902
- Olivmantelspecht (Piculus rubiginosus alleni) (Bangs, 1902)
- Westlicher Fleckenstachelschwanz (Premnoplex brunnescens coloratus) Bangs, 1902
- Schwarzkopf-Phoebetyrann (Sayornis nigricans amnicola) Bangs, 1902
- Rostkehl-Laubwender (Sclerurus mexicanus pullus) Bangs, 1902
- Dünnschnabel-Baumsteiger (Sittasomus griseicapillus levis) Bangs, 1902
- Rotkardinal (Cardinalis cardinalis magnirostris) Bangs, 1903
- Olivrücken-Zwergspecht (Picumnus olivaceus dimotus) Bangs, 1903
- Bronze-Schiffornis (Schiffornis turdina dumicola) (Bangs, 1903)
- Kleiner Fahlkehl-Baumsteiger (Xiphorhynchus susurrans confinis) (Bangs, 1903)
- Graugelb-Todityrann (Todirostrum cinereum finitimum) Bangs, 1904
- Kanadakranich Grus canadensis nesiotes Bangs & Zappey, 1905
- Kubatrogon Priotelus temnurus vescus Bangs & Zappey, 1905
- Eidechsenkuckuck Coccyzus merlini decolor Bangs & Zappey, 1905
- Zuckervogel (Coereba flaveola gorgonae) Thayer & Bangs, 1905
- Türkisnaschvogel (Cyanerpes cyaneus gigas) Thayer & Bangs, 1905
- Rostschnäppertyrann (Myiophobus fasciatus furfurosus) (Thayer & Bangs, 1905)
- Brauntinamu (Crypturellus soui mustelinus) (Bangs, 1905)
- Blaukopfpitpit (Dacnis cayana callaina) Bangs, 1905
- Karibik-Blauscheitelmotmot (Momotus subrufescens conexus) Thayer & Bangs, 1906
- Goldflügeltangare (Tangara lavinia cara) (Bangs, 1905)
- Blauschwanzamazilie (Amazilia cyanura impatiens) (Bangs, 1906)
- Finkentangare (Chlorospingus ophthalmicus regionalis) Bangs, 1906
- Brauenmotmot (Eumomota superciliosa australis) Bangs, 1906
- Hoffmannsittich (Pyrrhura hoffmanni gaudens) Bangs, 1906
- Cayenneralle (Aramides cajanea mexicanus) Bangs, 1907
- Azurnaschvogel (Cyanerpes lucidus isthmicus) Bangs, 1907
- Nördlicher Bindenbaumsteiger (Dendrocolaptes sanctithomae hesperius) Bangs, 1907
- Braunkappen-Laubtyrann (Leptopogon amaurocephalus faustus) Bangs, 1907
- (Piranga hepatica dextra) Bangs, 1907
- Weißbauch-Dickichtschlüpfer (Synallaxis albescens latitabunda) Bangs, 1907
- Heuschreckenammer Ammodramus savannarum cracens (Bangs & Peck, 1908)
- Fleckenralle Pardirallus maculatus insolitus (Bangs & Peck, 1908)
- Dreistreifen-Waldsänger (Basileuterus tristriatus daedalus) Bangs, 1908
- Rotschenkelpitpit (Dacnis venusta fuliginata) Bangs, 1908
- Keilschwanzammer (Emberizoides herbicola lucaris) Bangs, 1908
- Schwefelbürzel-Borstentyrann (Myiobius sulphureipygius aureatus) Bangs, 1908
- Wellenbekarde (Pachyramphus versicolor costaricensis) Bangs, 1908
- Flammentangare (Ramphocelus sanguinolentus apricus) (Bangs, 1908)
- Grüntangare (Tangara gyrola deleticia) (Bangs, 1908)
- Olivscheitel-Breitschnabeltyrann (Tolmomyias sulphurescens exortivus) (Bangs, 1908)
- Goldbauchtrogon (Trogon aurantiiventris underwoodi) Bangs, 1908
- Rostrückenammer (Aimophila rufescens hypaethra) Bangs, 1909
- Amerikanisches Teichhuhn (Gallinula galeata cerceris) Bangs, 1910
- Samtbauchkolibri (Lafresnaya lafresnayi liriope) Bangs, 1910
- Bahamaspecht (Melanerpes superciliaris murceus) (Bangs, 1910)
- Olivkopf-Pipratyrann (Mionectes olivaceus hederaceus) Bangs, 1910
- Darwinsteißhuhn (Nothura darwinii agassizii) Bangs, 1910
- Rußkopf-Zaunkönig (Thryothorus spadix) (Bangs, 1910)
- Olivscheitel-Breitschnabeltyrann (Tolmomyias sulphurescens asemus) (Bangs, 1910)
- Blutfleckspecht (Xiphidiopicus percussus insulaepinorum) Bangs, 1910
- Kleiner Fahlkehl-Baumsteiger (Xiphorhynchus susurrans rosenbergi) Bangs, 1910
- Rubintyrann (Pyrocephalus rubinus blatteus) Bangs, 1911
- Kuba-Stärling (Agelaius assimilis subniger) Bangs, 1913
- Kubaeule (Gymnoglaux lawrencii exsul) (Bangs, 1913)
- Moorschneehuhn (Lagopus lagopus koreni) Thayer & Bangs, 1914
- Rotkehl-Buschwachtel Arborophila rufogularis euroa (Bangs & J. C. Phillips, 1914)
- Lasurbischof (Cyanocompsa parellina beneplacita) Bangs, 1915
- Amerikanisches Teichhuhn (Gallinula galeata cachinnans) Bangs, 1915
- Amerikanisches Teichhuhn (Gallinula galeata pauxilla) Bangs, 1915
- Kubaamazone (Amazona leucocephala hesterna) Bangs, 1916
- Grüntangare (Tangara gyrola nupera) Bangs, 1917
- Tataupatinamu Crypturellus tataupa inops Bangs & Noble, 1918
- Zinnobertangare Piranga flava desidiosa Bangs & Noble, 1918
- Bischofstangare Thraupis episcopus quaesita Bangs & Noble, 1918
- Cayenneralle Aramides cajanea latens Bangs & T. E. Penard, 1918
- Stutzschwanzsegler Chaetura brachyura praevelox Bangs & T. E. Penard, 1918
- Liktormaskentyrann Pitangus lictor panamensis Bangs & T. E. Penard, 1918
- Goldkappen-Breitschnabeltyrann Platyrinchus coronatus gumia (Bangs & T. E. Penard, 1918)
- Brillenkauz Pulsatrix perspicillata trinitatis Bangs & T. E. Penard, 1918
- Grauschmucktyrann Rhytipterna simplex frederici (Bangs & T. E. Penard, 1918)
- Grausaltator Saltator coerulescens brewsteri Bangs & T. E. Penard, 1918
- Zwergpfäffchen Sporophila minuta centralis Bangs & T. E. Penard, 1918
- Grauköpfchen (Agapornis canus ablectaneus) Bangs, 1918
- Kaptäubchen (Oena capensis aliena) Bangs, 1918
- Aztekensittich Aratinga nana vicinalis (Bangs & T. E. Penard, 1919)
- Fleckscheitel-Baumsteiger Lepidocolaptes affinis lignicida (Bangs & T. E. Penard, 1919)
- Strichelsaltator Saltator striatipectus furax Bangs & T. E. Penard, 1919
- Strichelsaltator Saltator striatipectus speratus Bangs & T. E. Penard, 1919
- Acapulcoblaurabe Cyanocorax sanblasianus nelsoni (Bangs & Penard, 1919)
- Sumpfohreule (Asio flammeus sanfordi) Bangs, 1919
- Dotterwaldsänger (Setophaga vitellina nelsoni) (Bangs, 1919)
- Riefenschnabelani Crotophaga sulcirostris pallidula Bangs & T. E. Penard, 1921
- Cholibaeule Megascops choliba luctisonus (Bangs & T. E. Penard, 1921)
- Streifenrückenbekarde Pachyramphus marginatus nanus Bangs & T. E. Penard, 1921
- Safrangilbtangare Sicalis flaveola valida Bangs & T. E. Penard, 1921
- Grüntangare Tangara gyrola toddi Bangs & T. E. Penard, 1921
- Spechtschnabel-Baumsteiger Xiphorhynchus picus bahiae (Bangs & T. E. Penard, 1921)
- Blauschwanz-Buffonkolibri Chalybura buffonii micans Bangs & Barbour, 1922
- Kappennaschvogel Chlorophanes spiza argutus Bangs & Barbour, 1922
- Riesenglanzvogel Jacamerops aureus penardi Bangs & Barbour, 1922
- Flammenkopfkotinga Oxyruncus cristatus brooksi Bangs & Barbour, 1922
- Oliv-Breitschnabeltyrann Rhynchocyclus olivaceus bardus (Bangs & Barbour, 1922)
- Schlichttangare Tangara inornata languens Bangs & Barbour, 1922
- Blauringtaube Leptotila verreauxi angelica Bangs & T. E. Penard, 1922
- Weißbinden-Schattenkolibri Threnetes ruckeri ventosus Bangs & T. E. Penard, 1924
- Kupfernackentäubchen Geopelia humeralis gregalis Bangs & J. L. Peters, 1926
- Buschtinamu Crypturellus cinnamomeus praepes (Bangs & J. L. Peters, 1927)
- Rotbrust-Dickichtschlüpfer Synallaxis erythrothorax furtiva Bangs & J. L. Peters, 1927
- Rabenpapagei (Coracopsis nigra libs) Bangs, 1927
- Steinkauz Athene noctua impasta Bangs & J. L. Peters, 1928
- Virginiawachtel Colinus virginianus thayeri Bangs & J. L. Peters, 1928
- Rotbrustspecht Dendrocopos cathpharius innixus (Bangs & J. L. Peters, 1928)
- Dünnschnabel-Baumsteiger Sittasomus griseicapillus gracileus Bangs & J. L. Peters, 1928
- Dickschnabel-Königstyrann Tyrannus crassirostris pompalis Bangs & J. L. Peters, 1928
- Strichelbaumsteiger Xiphorhynchus flavigaster tardus Bangs & J. L. Peters, 1928
- Orangestirnpitta Pitta nipalensis hendeei Bangs & Van Tyne, 1931
- Schuppenfrankolin Francolinus squamatus uzungwensis Bangs & Loveridge, 1931
- Weißkehl-Würgertangare Lanio leucothorax reversus Bangs & Griscom, 1932
- Strichelbaumsteiger Xiphorhynchus flavigaster ultimus Bangs & Griscom, 1932

## Werke

### 1898
- A new raccoon from Nassau Island, Bahamas. In: Proceedings of the Biological Society of Washington. Band 12, 1898, S. 91–92 (biodiversitylibrary.org).
- Description of a new fox from Santa Marta, Colombia. In: Proceedings of the Biological Society of Washington. Band 12, 1898, S. 93–94 (biodiversitylibrary.org).
- A new murine opossum from Margarita Island. In: Proceedings of the Biological Society of Washington. Band 12, 1898, S. 95–96 (biodiversitylibrary.org).
- On some birds from the Sierra Nevada de Santa Marta, Colombia. In: Proceedings of the Biological Society of Washington. Band 12, 1898, S. 131–144 (biodiversitylibrary.org).
- On some birds from Pueblo Viejao, Colombia. In: Proceedings of the Biological Society of Washington. Band 12, Nr. 5, 1898, S. 157–160 (biodiversitylibrary.org).
- Descriptions of some new mammals from the Sierra Nevada de Santa Marta, Colombia. In: Proceedings of the Biological Society of Washington. Band 12, 1899, S. 161–165 (biodiversitylibrary.org).
- A new race of the little harvest mouse from West Virginia. In: Proceedings of the Biological Society of Washington. Band 12, 1898, S. 167–168 (biodiversitylibrary.org).
- On some birds from the Sierra Nevada de Santa Marta, Colombia. In: Proceedings of the Biological Society of Washington. Band 12, 1898, S. 171–182 (biodiversitylibrary.org).
- Some New Races of Birds From Eastern North America. In: The Auk. Band 15, Nr. 2, 1898, S. 173–183 (englisch, sora.unm.edu [PDF; 406 kB]).

### 1899
- The hummingbirds of the Santa Marta Region of Colombia. In: The Auk. Band 16, Nr. 2, 1899, S. 135–139 (sora.unm.edu [PDF; 295 kB]).
- The Florida Puma. In: Proceedings of the Biological Society of Washington. Band 13, 1899, S. 15–17 (biodiversitylibrary.org).
- On some new or rare birds from the Sierra Nevada de Santa Marta, Colombia. In: Proceedings of the Biological Society of Washington. Band 13, 1899, S. 91–108 (biodiversitylibrary.org).
- On a small collection of birds from San Sebastian, Colombia. In: Proceedings of the New England Zoölogical Club. Band 1, 1899, S. 75–88 (biodiversitylibrary.org).

### 1901
- Birds of San Miguel Island, Panama. In: The Auk. Band 18, Nr. 1, 1901, S. 24–32 (sora.unm.edu [PDF; 360 kB]).

### 1902
- On a second collection of birds made in Chrique, By W. W. Brown Jr. In: Proceedings of the New England Zoölogical Club. Band 3, 1902, S. 15–70 (biodiversitylibrary.org).
- Description of ten new birds from the Santa Marta Region of Colombia. In: Proceedings of the New England Zoölogical Club. Band 3, 31. März 1902, S. 81–90 (biodiversitylibrary.org).

### 1903
- A new Wren from San Miguel Island, Bay of Panama. In: Proceedings of the New England Zoölogical Club. Band 4, 16. März 1903, S. 3–4 (biodiversitylibrary.org).
- The Louisiana Cardinal. In: Proceedings of the New England Zoölogical Club. Band 4, 1903, S. 5–7 (biodiversitylibrary.org).

### 1905
- mit John Eliot Thayer: The Mammals and Birds of the Pearl Islands, Bay of Panama. In: Bulletin of the Museum of Comparative Zoology at Harvard College. Band 46, Nr. 8, 1905, S. 137–160 (biodiversitylibrary.org).
- Descriptions of seven new subspecies of American birds. In: Proceedings of The Biological Society of Washington. Band 18, 1905, S. 151–156 (biodiversitylibrary.org).

### 1906
- Notes on birds from Costa Rica and Chiriqui with descriptions of new forms and new records for Costa Rica. In: Proceedings of The Biological Society of Washington. Band 19, 1906, S. 101–112 (biodiversitylibrary.org).

### 1907
- On a Collection of Birds from Western Costa Rica. In: The Auk. Band 24, Nr. 3, 1898, S. 287–312 (englisch, unm.edu [PDF; 1,3 MB]).

### 1908
- On certain Costa Rican Birds. In: Proceedings of the New England Zoölogical Club. Band 4, 19. März 1908, S. 23–35 (biodiversitylibrary.org).
- mit Morton Eaton Peck: On some rare and new birds from British Honduras. In: Proceedings of The Biological Society of Washington. Band 21, 1908, S. 43–46 (biodiversitylibrary.org).
- Notes on birds from western Colombia. In: Proceedings of The Biological Society of Washington. Band 21, 1908, S. 157–161 (biodiversitylibrary.org).

### 1909
- mit John Eliot Thayer: Description of a new subspecies of the Snowy Heron. In: Proceedings of the New England Zoölogical Club. Band 4, 29. April 1909, S. 39–41 (biodiversitylibrary.org).

### 1910
- New or rare birds from western Colombia. In: Proceedings of The Biological Society of Washington. Band 23, 1910, S. 71–75 (biodiversitylibrary.org).
- A news Gallinule from the Lesser Antilles. In: Proceedings of the New England Zoölogical Club. Band 4, 1910, S. 81–82 (biodiversitylibrary.org).

### 1911
- Descriptions of new American birds. In: Proceedings of The Biological Society of Washington. Band 24, 1911, S. 187–190 (biodiversitylibrary.org).

### 1913
- New birds from Cuba and the Ile of Pines. In: Proceedings of the New England Zoölogical Club. Band 4, Nr. 25, 1913, S. 89–92 (biodiversitylibrary.org).

### 1914
- mit Glover Morrill Allen, John Eliot Thayer: Notes on the Birds and Mammals of the Arctic Coast of East Siberia. In: Proceedings of the New England Zoölogical Club. Band 5, 1914, S. 1–66 (biodiversitylibrary.org).
- mit John Eliot Thayer: A new song sparrow from Novia Scotia. In: Proceedings of the New England Zoölogical Club. Band 5, 1914, S. 67–68 (biodiversitylibrary.org).
- mit John Charles Phillips: Notes on a Collection of Birds from Yunnan. In: Bulletin of the Museum of Comparative Zoology at Harvard College. Band 58, Nr. 6, 1914, S. 267–302 (biodiversitylibrary.org).

### 1915
- The American forms of Gallinula chloropus (Linn.). In: Proceedings of the New England Zoölogical Club. Band 5, 1915, S. 93–99 (biodiversitylibrary.org).
- Three new subspecies of birds from eastern Mexico and Yucatan. In: Proceedings of The Biological Society of Washington. Band 28, 1915, S. 125–126 (biodiversitylibrary.org).

### 1918
- Notes on the species and subspecies of Paecilonitta Eyton. In: Proceedings of the New England Zoölogical Club. Band 6, 1914, S. 87–89 (biodiversitylibrary.org).
- mit Gladwyn Kingsley Noble: List of Birds Collected on the Harvard Peruvian Expedition of 1916. In: The Auk. Band 35, Nr. 4, 1918, S. 442–463 (sora.unm.edu [PDF; 959 kB]).
- mit Thomas Edward Penard: Notes on a collection of Surinam birds. In: Bulletin of the Museum of Comparative Zoology at Harvard College. Band 62, Nr. 2, 1918, S. 25–93 (biodiversitylibrary.org).

### 1919
- mit Thomas Edward Penard: Some critical Notes on Birds. In: Bulletin of the Museum of Comparative Zoology at Harvard College. Band 63, Nr. 2, 1919, S. 21–40 (biodiversitylibrary.org).

### 1920
- mit Frederic Hedge Kennard: A list of the birds of Jamaica. Government Printing Office, Kingston, Jamaica 1920 (biodiversitylibrary.org).

### 1921
- mit Thomas Edward Penard: Notes on some American Birds, Chiefly Neotropical. In: Bulletin of the Museum of Comparative Zoology at Harvard College. Band 64, Nr. 4, 1921, S. 365–397 (biodiversitylibrary.org).
- mit Thomas Edward Penard: Descriptions of six new subspecies of American birds. In: Proceedings of The Biological Society of Washington. Band 34, 1921, S. 89–92 (biodiversitylibrary.org).

### 1922
- mit Thomas Edward Penard: The Northern Form of Leptotila fulviventris Lawrence. In: Proceedings of the New England Zoölogical Club. Band 8, 1922, S. 29–30 (biodiversitylibrary.org).
- mit Thomas Barbour: Birds from Darien. In: Bulletin of the Museum of Comparative Zoology at Harvard College. Band 65, Nr. 6, 1922, S. 191–229 (biodiversitylibrary.org).

### 1924
- mit Thomas Edward Penard: The identity of Trochilus ruckeri Bourcier. In: Occasional papers of the Boston Society of Natural History. Band 5, 1924, S. 77–78 (biodiversitylibrary.org).

### 1925
- mit John Charles Philipps: A new race of Pelzelns Weaver-Finch. In: Occasional papers of the Boston Society of Natural History. Band 5, 1925, S. 177 (biodiversitylibrary.org).

### 1927
- mit James Lee Peters: Birds from the Rain Forest Region of Vera Cruz. In: Bulletin of the Museum of Comparative Zoology at Harvard College. Band 67, Nr. 15, 1927, S. 471–487 (biodiversitylibrary.org).

### 1930
- Types of birds now in the Museum of Comparative Zoology. In: Bulletin of the Museum of Comparative Zoology at Harvard College. Band 70, Nr. 4, 1930, S. 145–426 (biodiversitylibrary.org).

### 1931
- A Genus for Junco siemsseni Martens. In: Proceedings of the New England Zoölogical Club. Band 12, 1931, S. 89–91 (books.google.de).